# Piotr Haczek
Piotr Haczek (Żywiec, 26 januari 1977) is een Pools sprinter, die gespecialiseerd is in de 400 m.Zijn grootste prestaties behaalde hij als estafetteloper op de 4 x 400 m estafette. Zo werd hij op deze discipline wereldindoorkampioen en had hij van 1999 tot 2015 het Europees indoorrecord in handen. Hij nam tweemaal deel aan de Olympische Spelen, maar won hierbij geen medailles.
Bij zijn olympisch debuut op de Olympische Spelen van Atlanta in 1996 werd hij
op de 4 x 400 m estafette met zijn teamgenoten Piotr Rysiukiewicz, Tomasz Jędrusik en Robert Maćkowiak zesde.
Het jaar 1999 begon hij succesvol door als startloper op de 4 x 400 m estafette met zijn teamgenoten Jacek Bocian, Piotr Rysiukiewicz en Robert Maćkowiak een zilveren medaille te winnen op het WK indoor 1999 in de Japanse stad Maebashi. Met een tijd van 3.03,01 liepen ze een nieuw Europees indoorrecord. Het goud werd gewonnen door het Amerikaanse estafetteteam dat met 3.02,83 het wereldindoorrecord verbeterde. Later dat jaar won de 400 m op het Europees kampioenschap voor neosenioren met een tijd van 45,58 seconden.
Op de Olympische Spelen van 2000 in Sydney nam hij deel aan de 400 m en de 4 x 400 m estafette. Individueel sneuvelde hij op de 400 m in de halve finale met een tijd van 45,66 s. Op de estafetteloop bereikte hij met zijn teamgenoten de finale, maar moest met 3.03,22 genoegen nemen met een zevende plaats. Een jaar later behaalde hij zijn grootste succes van zijn atletiekcarrière door met zijn teamgenoten Piotr Rysiukiewicz, Jacek Bocian en Robert Mackowiak een gouden medaille te winnen op het WK indoor 2001 in Lissabon. Met een tijd van 3.04,47 werden de estafetteploegen uit Rusland (zilver; 3.04,82) en Jamaica (brons; 3.05,45) verslagen.
Hij is aangesloten bij MKS Żywiec.

## Titels
- Wereldkampioen 4 x 400 m (indoor) - 2001
- Pools kampioen 400 m (indoor) - 2000, 2001
- Europees kampioen 400 m (onder 23 jaar) - 1999
- Europees kampioen 4 x 400 m (onder 23 jaar) - 1999

## Persoonlijke records
Outdoor
| Onderdeel | Prestatie | Datum             | Plaats         |
| --------- | --------- | ----------------- | -------------- |
| 200 m     | 20,97 s   | 17 juni 2000      | Biała Podlaska |
| 300 m     | 33,62 s   | 29 mei 2002       | Bielsko-Biała  |
| 400 m     | 45,43 s   | 23 september 2000 | Sydney         |

Indoor
| Onderdeel | Prestatie | Datum            | Plaats |
| --------- | --------- | ---------------- | ------ |
| 400 m     | 46,64 s   | 22 februari 1999 | Spala  |

## Prestaties
| Jaar | Wedstrijd               | Plaats      | Resultaat | Onderdeel        | Tijd         |
| ---- | ----------------------- | ----------- | --------- | ---------------- | ------------ |
| 1995 | EK junioren             | Nyíregyháza | 3e        | 4x400m estafette | 3.09,65      |
| 1996 | OS                      | Atlanta     | 6e        | 4x400m estafette | 3.00,96      |
| 1997 | EK (onder 23 jaar)      | Turku       | 2e        | 400 m            | 45,72 s      |
|      | EK (onder 23 jaar)      | Turku       | 1e        | 4x400m estafette | 3.03,07      |
|      | WK                      | Athene      | 3e        | 4x400m estafette | 3.00,26      |
| 1998 | EK                      | Boedapest   | 2e        | 4x400m estafette | 2.58,88      |
|      | EK                      | Boedapest   | 5e        | 400 m            | 45,46 s      |
|      | Goodwill Games          | New York    | 2e        | 4x400m estafette | 2.58,00      |
|      | Europacup B             | Malmö       | 1e        | 400 m            | 46,18 s      |
| 1999 | WK indoor               | Maebashi    | 2e        | 4x400m estafette | 3.03,01 (AR) |
|      | EK (onder 23 jaar)      | Göteborg    | 1e        | 400 m            | 45,78 s      |
|      | Europacup               | Parijs      | 2e        | 4x400m estafette | 3.01,06      |
|      | WK                      | Sevilla     | 2e        | 4x400m estafette | 2.58,91      |
| 2000 | OS                      | Sydney      | 7e        | 4x400m estafette | 3.03,22      |
| 2001 | WK indoor               | Lissabon    | 1e        | 4x400m estafette | 3.04,47      |
|      | Jeux de la Francophonie | Ottawa-Hull | 1e        | 4x400m estafette | 3.04,91      |
|      | Europacup               | Bremen      | 1e        | 4x400m estafette | 3.01,79      |
|      | WK                      | Edmonton    | 4e        | 4x400m estafette | 2.59,71      |

1983: Lovasjov, Troshchilo, Tsjernetski, Markin ·
1987: Everett, Haley, McKay, Reynolds ·
1991: Black, Redmond, Regis, Akabusi ·
1993: Valmon, Watts, Reynolds, Johnson ·
1995: Ramsey, Mills, Reynolds, Johnson ·
1997: Thomas, Black, Baulch, Richardson, Hylton ·
1999: Czubak, Maćkowiak, Bocian, Haczek ·
2001: Moncur, Brown, McIntosh, Munnings ·
2003: Djhone, Keïta, Diagana, Raquil ·
2005: Rock, Brew, Williamson, Wariner ·
2007: Merritt, Taylor, Williamson, Wariner ·
2009: Taylor, Wariner, Clement, Merritt ·
2011: Nixon, Jackson, Taylor, Merritt ·
2013: Verburg, McQuay, Hall, Merritt ·
2015: Verburg, McQuay, Nellum, Merritt ·
2017: Solomon, Richards, Cedenio, Gordon ·
2019: Kerley, Cherry, London, Benjamin ·
2022: Godwin, Norman, Deadmon, Allison ·
2023: Hall, Norwood, Robinson, Benjamin